# Bäversjön (Vilhelmina socken, Lappland)
Bäversjön är en sjö i Vilhelmina kommun i Lappland och ingår i Ångermanälvens huvudavrinningsområde. Sjön har en area på 0,358 kvadratkilometer och ligger 704 meter över havet. Bäversjön ligger i Marsfjället Natura 2000-område.

## Delavrinningsområde
Bäversjön ingår i det delavrinningsområde (723528-147890) som SMHI kallar för Utloppet av Bäversjön. Medelhöjden är 901 meter över havet och ytan är 7,76 kvadratkilometer. Det finns ett avrinningsområde uppströms, och räknas det in blir den ackumulerade arean 22,83 kvadratkilometer. Vattendraget som avvattnar avrinningsområdet har biflödesordning 4, vilket innebär att vattnet flödar genom totalt 4 vattendrag innan det når havet efter 432 kilometer. Avrinningsområdet består mestadels av skog (25 procent) och kalfjäll (70 procent). Avrinningsområdet har 0,36 kvadratkilometer vattenytor vilket ger det en sjöprocent på 4,6 procent.